# Echolood

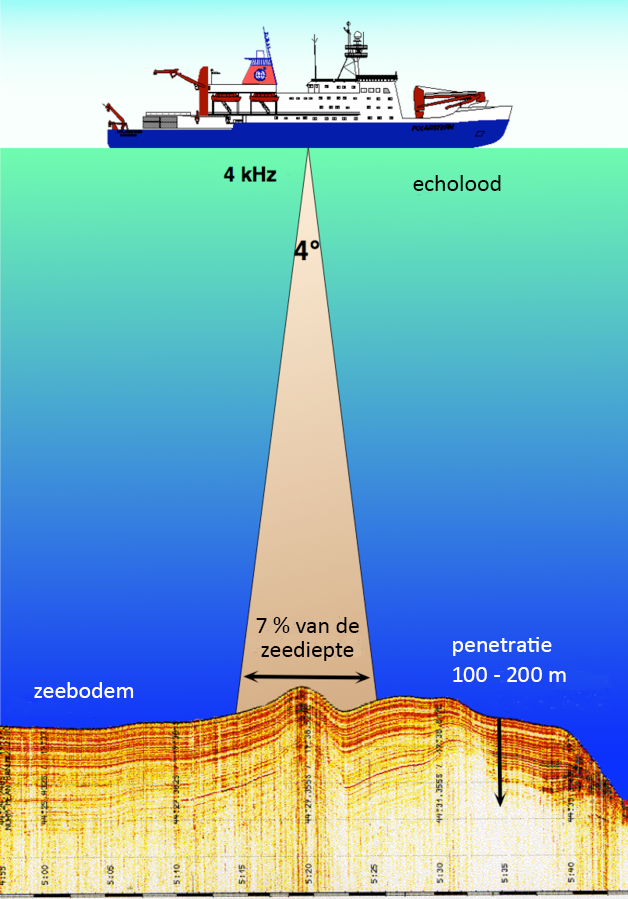
Echolood

Een echolood is hydrografische apparatuur. Het is een instrument dat wordt gebruikt om vanaf het water de waterdiepte te bepalen. Dit is de afstand tussen de zeebodem van het betreffende water en de kiel van een schip. De gemeten waterdiepte noemt men de loding. Internationaal heeft men het over een echo sounder, maar die wordt ook voor seismologisch onderzoek gebruikt. De omzetter, de transducer is een essentieel onderdeel van het echolood.
De afstand tussen de bodem en het wateroppervlak is in de hydrografie van belang. Deze is gelijk aan de som van de diepgang van het schip ter plaatse en de loding, die door het echolood is bepaald. Er zijn echoloden die een geluidsbundel gebruiken, dat heet singlebeam. Een multibeam echolood combineert een aantal geluidsbundels.

## Geschiedenis
Het woord loding komt van het oude mechanische instrument, dat voor dit doel al duizenden jaren in de scheepvaart wordt gebruikt: een dieplood, een stukje lood aan een touw. Met een echolood kan tevens de grondsoort worden bepaald, wat voor de navigatie van groot belang kan zijn. Landrotten noemen een echolood een dieptemeter. Een dieptemeter werkt op waterdruk en wordt gebruikt door duikers. Er zit ook een heel ander soort dieptemeter in een schuifmaat.
Het echolood werd in 1912 door de Duitse natuurkundige Alexander Behm uitgevonden, die na de ramp met de Titanic een manier zocht om de plaats van ijsbergen te kunnen bepalen. De echo-techniek bleek hiervoor niet geschikt, maar bleek wel een goede manier te zijn om de diepte te kunnen bepalen. Hij vroeg in 1913 patent op zijn uitvinding aan. In  Nederland is het gebruik van het echolood voor onderzoek ingevoerd door Johan van Veen in de jaren 1930, vooral voor zijn morfologisch onderzoek in Het Kanaal.

## Werking
De waterdiepte wordt bepaald aan de hand van een geluidstrilling die verticaal naar beneden wordt uitgezonden, door een voor dit doel aangebrachte transducer. De voortplantingssnelheid van deze trilling door het water bedraagt 1500 m/s. Door het nauwkeurig meten van de echotijd, dus de tijd tussen het zenden en ontvangen van een trilling, kan het echolood de diepte bepalen.
{\displaystyle d=1/2\ v\ t}
- {\displaystyle d} is de waterdiepte
- {\displaystyle v} is de propagatiesnelheid van de trilling
- {\displaystyle t} is de echotijd

## Voortplantingssnelheid
De voortplantingssnelheid is afhankelijk van de
- temperatuur van het water
- druk
- dichtheid van het water, meestal afhankelijk van het zoutgehalte
- vervuiling van het water

## Frequentie
Oude echoloden gebruikten een frequentie rond de 40 000 Hz. Modernere exemplaren gebruiken een frequentie rond de 16 000 Hz. Kleinere vaartuigen, zoals plezierjachten, gebruiken een frequentie tussen 150 000 Hz en 200 000 Hz. Dit omdat het echolood dan veel kleiner is.
Hoe hoger de frequentie hoe hoger haar doordringingsvermogen maar hoe moeilijker de geluidsbundel kan worden gericht.

## Blinde diepte
De blinde diepte is de diepte die door het echolood niet kan worden gemeten, doordat dit niet kan zenden en ontvangen tegelijk.
- blinde diepte = helft van de pulslengte

## Transducer
Bij sonarinstrumenten noemt men de zender en ontvanger van geluidspulsen de transducer of transducent, Latijn: trans, doorheen en ducere, leiden. Een transducer is in principe is een omzetter van een energievorm in een andere. Bij sonarinstrumenten is dit de omzetting van elektrische energie in geluid en omgekeerd.
Bepaalde materialen hebben de eigenschap dat ze van vorm veranderen als er een elektrische stroom doorheen wordt gevoerd. Een stukje van dergelijk materiaal wordt bijvoorbeeld korter en dikker. Breng je een wisselspanning aan dan wordt het stukje afwisselend korter en dikker en langer en dunner. Het gaat dus trillen.
De periode van de trilling is gelijk aan de periode van de wisselspanning, bijvoorbeeld 1 ms. De trilling veroorzaakt in het medium waarin deze wordt opgewekt een drukgolf, die zich naar alle kanten voortplant. Zolang de wisselspanning wordt aangebracht, ontstaat er een aantal malen overdruk en onderdruk ten opzichte van de normaal heersende druk in het medium. Dit geheel noem je een puls.
Drukpulsen zijn niets anders dan geluidspulsen, afgezien van 90° faseverschil. Geluid plant zich in zeewater veel beter voort dan elektromagnetische straling. Daarom gebruikt men sonar.
De puls plant zich door het medium voort en treft dan een reflector. Een dergelijke reflector is in wezen een overgang van het ene medium naar het andere. De reflector weerkaatst de puls en een deel van de weerkaatste puls bereikt weer de geluidsbron. Het stukje materiaal gaat dan weer trillen, waardoor een variërende spanning wordt opgewekt, die kan worden waargenomen en geregistreerd. Het trillende stukje materiaal bevindt zich in een behuizing die gevuld is met een soort olie, die dezelfde akoestische impedantie als zeewater heeft. De onderkant van de behuizing bestaat uit materiaal met opnieuw dezelfde akoestische impedantie, bijvoorbeeld ρc-rubber. De rest van de behuizing bestaat dan uit materiaal waarvan de impedantie juist sterk met die van zeewater verschilt.
De akoestische impedantie bepaalt in welke mate geluid wordt gereflecteerd. Bij transducers streeft men ernaar om de materialen zo te kiezen dat aan de kant waarheen het geluid moet worden uitgezonden, de impedantie ongeveer gelijk is aan die van zeewater. Een echolood meet dus de waterdiepte aan de hand van geluid in water. De transducer ‘hangt’ in het water en registreert het tijdsinterval tussen het moment van zenden, reflectie op de bodem en ontvangen.

## Bundelbreedte

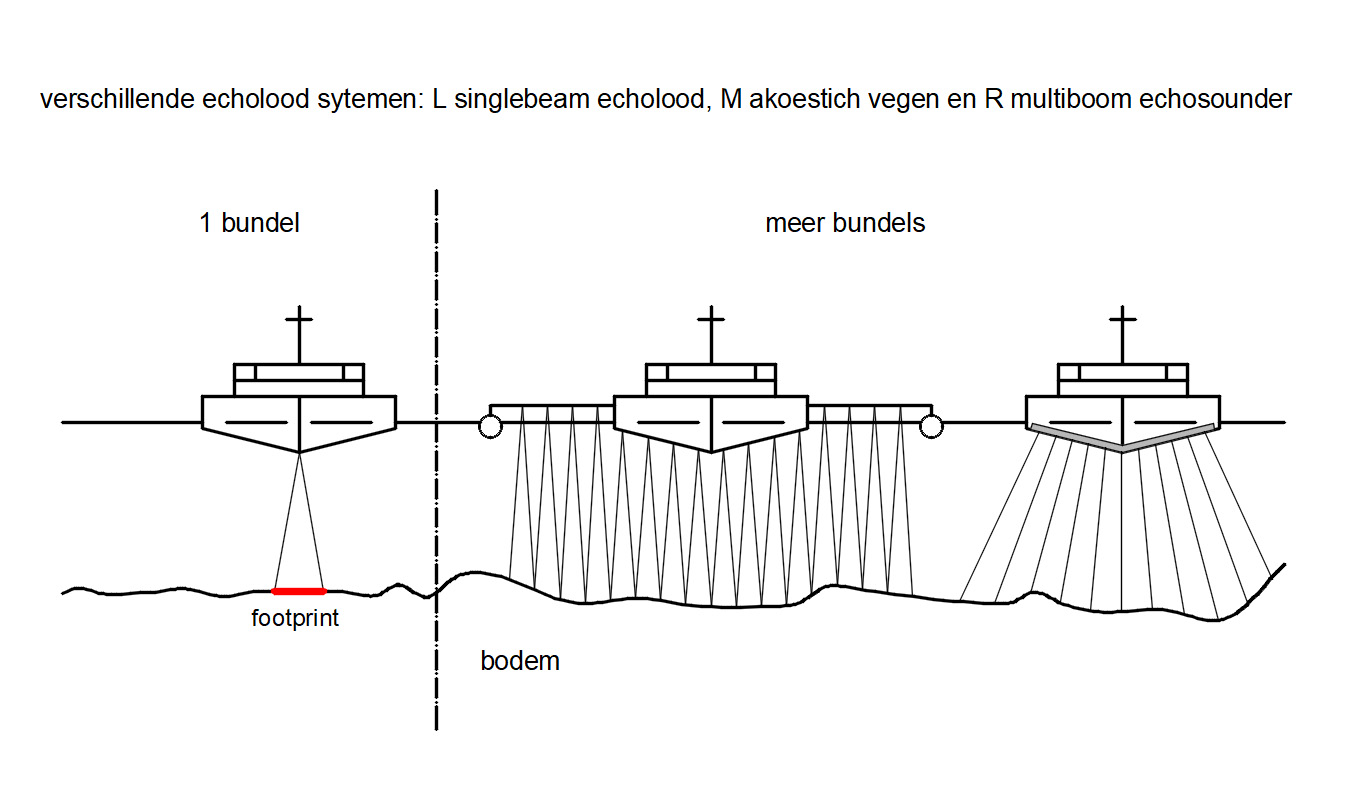
Verschillende systemen

De geluidspulsen die het echolood naar de bodem stuurt hebben een bepaalde openingshoek. Dat wil zeggen dat de geluidspulsen worden uitgewaaierd, als een kegelvorm, weggezonden. De tophoek van deze kegel, de openingshoek van het echolood, wordt bundelbreedte genoemd. Deze bundelbreedte is van groot belang voor de nauwkeurigheid waarmee kan worden gemeten. De bundelbreedte is afhankelijk van de gebruikte frequentie en van de afmetingen van het echolood. Hoe lager de frequentie, hoe hoger de bundelbreedte en hoe groter het echolood. Het effect van de bundelbreedte op echolodingen is groot.
In alle gevallen zal het echolood de punten in het bundelgebied registreren die het dichtst bij liggen, de echo’s van deze punten zijn tenslotte het eerst terug. Dit kan onder andere tot gevolg hebben dat relatief smalle sleuven niet worden geregistreerd en dat in het algemeen oneffenheden verminkt zichtbaar worden. Bovendien zal de afwijking van de werkelijke diepte altijd naar ondiepere waarden leiden.
Er zijn echoloden beschikbaar met zeer kleine bundelhoeken, bijvoorbeeld drie graden bij een frequentie van 210 kHz is een veel toegepast type echolood. Men moet hierbij bedenken dat de voordelen van deze kleine bundelhoek alleen opgaan bij scheepsbewegingen die ook binnen die drie graden, ofwel +1,5 en –1,5 graden, liggen. Een peilvlet zal over het algemeen al snel meer slingeren dan deze waarde, zodat dan niet meer verticaal onder de transducer wordt gemeten en het effect van de kleine bundelhoek door de positiefout weer wordt tenietgedaan.

## Piëzo-elektriciteit, elektrostrictie en magnetostrictie
Er zijn drie principes die kunnen worden toegepast in akoestische echoloden: piëzo-elektriciteit, elektrostrictie en magnetostrictie.
Het verschijnsel van vormverandering als gevolg van een elektrische stroom noemt met piëzo-elektriciteit. Materialen, die deze eigenschap hebben, zijn onder meer kwarts, rochelle-zout, lithiumsulfaat en dihydrogeenfosfaat.
Voorbeelden van elektrostrictieve materialen zijn bariumtitanaat, loodtitanaat, zirkonaat en Ceramic-B. Deze materialen zijn uit verschillende gebieden, uit domeinen opgebouwd met elk hun eigen elektrische veld. Deze velden zijn willekeurig gericht met een resulterend moment gelijk aan 0. Leg je op een dergelijk materiaal een uitwendig elektrisch veld aan, dan richten de velden in alle domeinen zich in dit externe veld en veranderen de fysische afmetingen van het stukje materiaal.
Deze verandering in afmetingen is onafhankelijk van de richting van het aangelegde elektrische veld en evenredig met het kwadraat van de veldsterkte. Dit houdt in dat de mechanische verplaatsing niet lineair is. Om dit toch te bereiken wordt het materiaal gepolariseerd. Dit gebeurt door het materiaal tot de curietemperatuur te verhitten en het daarna in een sterk magnetisch veld te laten afkoelen.
Magnetostrictieve materialen zijn bijvoorbeeld nikkel en kobalt.
De duur waarmee het materiaal trilt, de pulsduur, bedraagt enkele milliseconden.

## Montage echolood
Positie echolood
De ideale positie van de transducer is tussen 1/3 en de helft van de lengte van het schip, gemeten vanaf de boeg, en zo dicht mogelijk bij de middenas. Dit minimaliseert onnodige bewegingen door stampen en rollen, en meestal ligt dit punt ook recht beneden de antenne van de positionering.
Bronnen van storing
Het echolood moet zo ver mogelijk van geluidsbronnen worden gemonteerd, vooral van bronnen die bijna dezelfde frequentie gebruiken. Boeg-platen kunnen trillen als het schip beweegt en deze trillingen kunnen dezelfde frequentie hebben als die door het echolood wordt gebruikt.
Montage echolood
Het echolood moet zo worden gemonteerd dat hij een beetje onder een hoek vooruit staat en een klein beetje onder de romp van het schip vandaan komt. Dit zorgt ervoor dat er genoeg waterdruk op het oppervlak van het echolood staat. Dat is nodig voor het goed uitzenden van het akoestische signaal in het water. Als waterbubbels onder en langs het schip een probleem zijn, zal het echolood vrij van de romp moeten worden gemonteerd, mogelijk zo dat de echolood uit het water kan worden gehaald als hij niet wordt gebruikt.
Singlebeam echoloden worden voor verscheidende doelen gebruikt. Bijvoorbeeld door grote vrachtschepen, om niet aan de grond te lopen en door vissers, om vissen op te sporen. Omdat de koopvaardij en vissers geen nauwkeurige dieptemeting nodig hebben, zullen ze een standaard geluidssnelheid gebruiken.
Voor hydrografische doeleinden is dit echter niet nauwkeurig genoeg. Daarom zal een singlebeam echolood altijd worden vergezeld door een geluidssnelheidsmeter. Omdat een schip nooit helemaal stil zal liggen in het water, zullen de bewegingen van het schip tijdens de meting moeten worden gecompenseerd. Dit gebeurt met een deiningscompensator.

## Uitlezing
De uitlezing gebeurt op een diepteaanwijzer. Dit is een instrument dat men kan terugvinden op de plaats waarvandaan een schip wordt gestuurd. In de beroepsvaart is het om juridische redenen verstandig dat er achteraf een bewijsstuk kan worden geproduceerd en daarom kan er aan het echolood een printer worden gekoppeld, die de door het echolood gemeten weerkaatste trillingen print. Modernere versies beschikken over een digitale uitlezing, maar ook dan blijft de eis dat in verband met de aansprakelijkheid het signaal achteraf moet kunnen worden uitgelezen.